# امامزاده اسماعیل (گرمسار)
امامزاده اسماعیل (گرمسار)، روستایی از توابع بخش مرکزی شهرستان گرمسار در استان سمنان ایران است.

## جمعیت
این روستا در دهستان لجران قرار دارد و براساس سرشماری مرکز آمار ایران در سال ۱۳۸۵، جمعیت آن ۲۸ نفر (۴خانوار) بوده‌است.